# Romantic Reggie
Romantic Reggie è un cortometraggio muto del 1915 diretto e interpretato da Sidney Drew.

## Produzione
Il film fu prodotto dalla Vitagraph Company of America.

## Distribuzione
Distribuito dalla General Film Company, il film - un cortometraggio in una bobina - uscì nelle sale cinematografiche statunitensi il 12 novembre 1915. La Favorite Films ne distribuì una riedizione il 3 giugno 1918.